# HMS Invincible (1977)
HMS Invincible er et britisk hangarskib. Hun blev lagt i mølpose i 2005, men skal kunne gøres disponibel til den britiske marine frem til år 2010 .

## Beskrivelse
Besparelser fratog Royal Navy deres sidste 'rigtige' hangarskib, HMS Ark Royal fra 1950. Hangarskibslobbyen i det britiske admiralitet betegnede derfor HMS Invincible for through-deck-cruiser på grund af det politiske klima. Det var som udgangspunkt tænkt som et helikopterhangarskib med antiubådskrigsførelse som den primære rolle. Som sekundær rolle havde man fra begyndelsen også tænkt sig at benytte Sea Harrier VTOL kampfly, men efterhånden forstod man at skibet kunne være mere nyttigt, hvis disse udgjorde hovedvægten af luftgruppen. For at Sea Harrierne skulle kunne opsendes med en større nyttelast og/eller rækkevidde bestemte man sig allerede under bygningen at indbygge en rampe med en vinkel på 7° i flydækkets forreste ende. Under en ombygning i 1986 blev rampen gjort større og vinklen øget til 12°.
Til selvforsvar blev HMS Invincible udstyret med Sea Dart sø til luft-missiler. Efter Falklandskrigen i 1982 blev hun udstyret med amerikanske Phalanx CIWS anti-missil-gatlingkanoner og efter ombygningen i 1986 blev de udskiftet til hollandske Goalkeeper CIWS anti-missil-gatlingkanoner.

## Operativ historie
HMS Invincible stod færdig d. 11. juni 1980; det første år af hendes karriere blev brugt til at afprøve skibstypen og d. 29. oktober lettede den første Sea Harrier ved hjælp af rampen.
I 1981 tog hun del i flere NATO-øvelser, og man offentliggjorde at hun skulle sælges til Australien for at erstatte HMAS Melbourne. Men på grund af Falklandskrigen blev salget annulleret.
Efter at Argentina invaderede Falklandsøerne d. 2. april 1982 afsejlede HMS Invincible d. 5. april for at møde de argentinske styrker. Under Falklandskrigen fløj hendes Sea King-helikoptere 3.099 togter og Sea Harriere 599 togter. Hendes Sea Harrierpiloter gjorde krav på 7 nedskudte argentinske flyvemaskiner. Efter krigen blev hun i området indtil d. 17. september hvor hun blev afløst af søsterskibet HMS Illustrious.
Under Falklandskrigen blev HMS Invincible sænket adskillige gange i den argentinske presse. Den 30. maj 1982 hævdes det ramt af et Exocetmissil, endda uden at journalisterne om bord opdagede det. Ifølge nogle argentinske kilder har søsterskibet HMS Illustrious (R06) overtaget hendes identitet for at dække over tabet. HMS Ark Royal (R07) skulle ligeledes have overtaget HMS Illustrious' identitet, mens Vickersværftet i Barrow-in-Furness i Nordvestengland i det skjulte skulle have fremstillet den nuværende HMS Ark Royal (R07).
HMS Invincible har også taget del i operationer mod det tidligere Jugoslavien og i den Persiske Bugt.